# Kermes tropicalis
Kermes tropicalis är en insektsart som beskrevs av Takahashi 1936. Kermes tropicalis ingår i släktet Kermes och familjen eksköldlöss.
Artens utbredningsområde är Taiwan. Inga underarter finns listade i Catalogue of Life.